# Caries
La caries es una enfermedad crónica no transmisible mediada por bacterias, modulada por la dieta, dinámica, que resulta en la pérdida de la red de minerales que forman los tejidos duros del diente. Se considera una de las enfermedades más frecuentes en las personas en todo el mundo. Es una enfermedad crónica que progresa lentamente y todas las personas son susceptibles de sufrir la enfermedad a lo largo de su vida —mientras tengan dientes—, pero es una enfermedad prevenible. Es la causa principal de dolor bucal y pérdida de dientes, sobre todo en menores de 35 años.
Los términos caries dental o caries se pueden usar para identificar tanto el proceso de caries como la lesión cariosa (cavitada versus no cavitada) que se forma como resultado de ese proceso. Son causadas por la desmineralización del esmalte dental por ácidos, como el lactato y el acetato, formados a partir de la fermentación de azúcares y almidones por las bacterias de la placa dental. La enfermedad puede ser vista tanto en la corona (caries coronal) como en la raíz (caries de raíz) de los dientes primarios y permanentes, y en superficies lisas, así como con hoyuelos y fisuras. Puede afectar el esmalte, la cubierta externa de la corona; cemento, la capa más externa de la raíz; y dentina, el tejido debajo del esmalte y el cemento. Si el diente no es tratado puede llevar posteriormente a la inflamación del área que rodea el ápice (extremo de la raíz) produciéndose una periodontitis apical, y pudiendo llegar a ocasionar un absceso dental, una celulitis o incluso una angina de Ludwig.
Hace casi 100 años[¿cuándo?] se identificaron los tres factores principales en la caries dental: alimentación, microflora y un diente susceptible. Desde entonces, se han identificado una gran cantidad de factores de riesgo locales y generales adicionales. Los principales factores reconocidos como causantes de la enfermedad son: 
- bacterias cariogénicas
- carbohidratos fermentables
- un diente y huésped susceptible
- tiempo

Por eso es muy importante la higiene bucodental correcta, ya que errores en las técnicas de higiene, falta de cepillado dental o el hecho de no saber usar bien los movimientos del lavado bucal o la ausencia de hilo dental han sido considerados como un factor que predispone a la caries. Se ha comprobado, asimismo, la influencia de la composición (pH) y el flujo salival en la aparición de la caries, así como una predisposición genética. 
Los dientes, al estar formados principalmente de cristales de hidroxiapatita (un mineral de fosfato de calcio, Ca10(PO4)6(OH)2), las deficiencias de calcio y vitamina D se han asociado a la aparición de la caries. La vitamina D regula los niveles de calcio y desempeña un papel clave en el desarrollo craneofacial y el mantenimiento de una buena salud bucal.[cita requerida]
- En general, los niveles más altos en la sangre del principal metabolito circulante de la vitamina D, la 25-hidroxivitamina D (25 (OH) D) se asocian con mejores resultados de salud oral.
- Juega un papel crucial en el esmalte, la dentina y la formación de hueso oral, ya que los ameloblastos y los odontoblastos son células objetivos para la 1,25-dihidroxivitamina D, la forma activa de la vitamina D producida en el organismo.
- Un mayor consumo de vitamina D por la madre durante el embarazo puede estar asociado con un menor riesgo de caries dental en los niños.
- La deficiencia de vitamina D durante los períodos de desarrollo de los dientes también puede resultar en defectos de desarrollo que incluyen hipoplasia del esmalte, además de que está asociada con las dos enfermedades orales principales, la caries y la enfermedad periodontal.
- Krall et al. (2001) encontraron que los niveles de ingesta de calcio y vitamina D destinados a prevenir la osteoporosis tienen un efecto beneficioso sobre la retención dental.
- La vitamina D también tiene un papel inmunológico, ya que puede inducir la producción de péptidos antimicrobianos como la catelicidina y ciertas defensinas, que nos protegen de los patógenos orales.

Medidas eficaces de prevención:
- El consumo diario (valores diarios, VD, en paréntesis para adultos y niños mayores o iguales de 4 años) de calcio (1300 mg/día) y vitamina D (20 mcg/día u 800 UI/día), por medio de la alimentación normal o por la suplementación, para un desarrollo dental óptimo y el mantenimiento de su fortaleza.
- Una higiene bucodental correcta (técnicas de uso de herramientas para la higiene), la cual elimina las bacterias que producen las caries y los materiales alimenticios residuales que sirven para el crecimiento de esas bacterias y la producción de ácidos. Es necesario visitar al odontólogo.

## Clasificación
Para facilitar la comprensión de la clasificación, a continuación se hace una breve descripción de los diferentes tejidos que componen los dientes: 
- El esmalte dental. Es un tejido duro, acelular (por lo tanto no es capaz de sentir estímulos), que cubre la superficie de la corona del diente. Está compuesto por un 96 % de materia inorgánica (cristales de hidroxiapatita), un 2 % de materia orgánica y un 2 % de agua.
- La dentina. Es un tejido duro y con cierta elasticidad, de color blanco amarillento, no vascularizado, que está situado inmediatamente por debajo del esmalte. Está compuesta por un 70 % de tejido inorgánico (cristales de hidroxiapatita), un 18 % de materia orgánica (proteínas colágenas, responsables de la elasticidad) y un 12 % de agua.
- El cemento radicular. Es un tejido duro, parecido al hueso, que rodea la superficie externa de la raíz. Está en íntimo contacto con unas fibras llamadas ligamento periodontal, que unen este tejido al hueso. En el adulto está compuesto por un 45-50 % de sustancias inorgánicas (fosfatos de calcio), un 50-55 % de material orgánico (colágeno y mucopolisacáridos) y agua.
- La pulpa dentaria. Es un tejido suave que contiene vasos sanguíneos (arteria y vena) que conducen la sangre hacia el diente y fibras nerviosas que le otorgan sensibilidad.
- El periodonto. Son las estructuras que dan soporte y sustentabilidad al diente.

### Caries coronal

La caries es un proceso infeccioso en el que varios microorganismos de la placa dentobacteriana como Streptococcus mutans y Lactobacillus acidophilus producen ácidos que atacan principalmente el componente inorgánico del esmalte dental y provocan su desmineralización. De no ser revertido este fenómeno a través de la remineralización, propicia la pérdida de sustancia dentaria, que trae consigo formación de cavidades en los dientes.
Regularmente el proceso de la caries se inicia en el esmalte de la corona de los dientes y cuando existe migración gingival el proceso carioso puede establecerse también en la porción radicular e invadir el cemento dentario y, posteriormente, la dentina radicular. La caries se define como un padecimiento multifactorial, en el que para iniciar el proceso de la enfermedad se establece la intervención simultánea de tres grupos de factores: microbianos, del sustrato y elementos propios del sujeto afectado.

### Caries radicular

La caries es una enfermedad dentaria primaria, sin embargo, la radicular es secundaria a la exposición bucal del cemento por retracción gingival fisiológica, senil o por enfermedad periodontal. La caries radicular es la más frecuente en los ancianos y será un reto muy grande en el futuro tanto para los pacientes como para los odontólogos. Hay grandes evidencias de que la caries impacta la salud endocrina, cardiovascular y pulmonar, particularmente en personas frágiles.

## Etiología

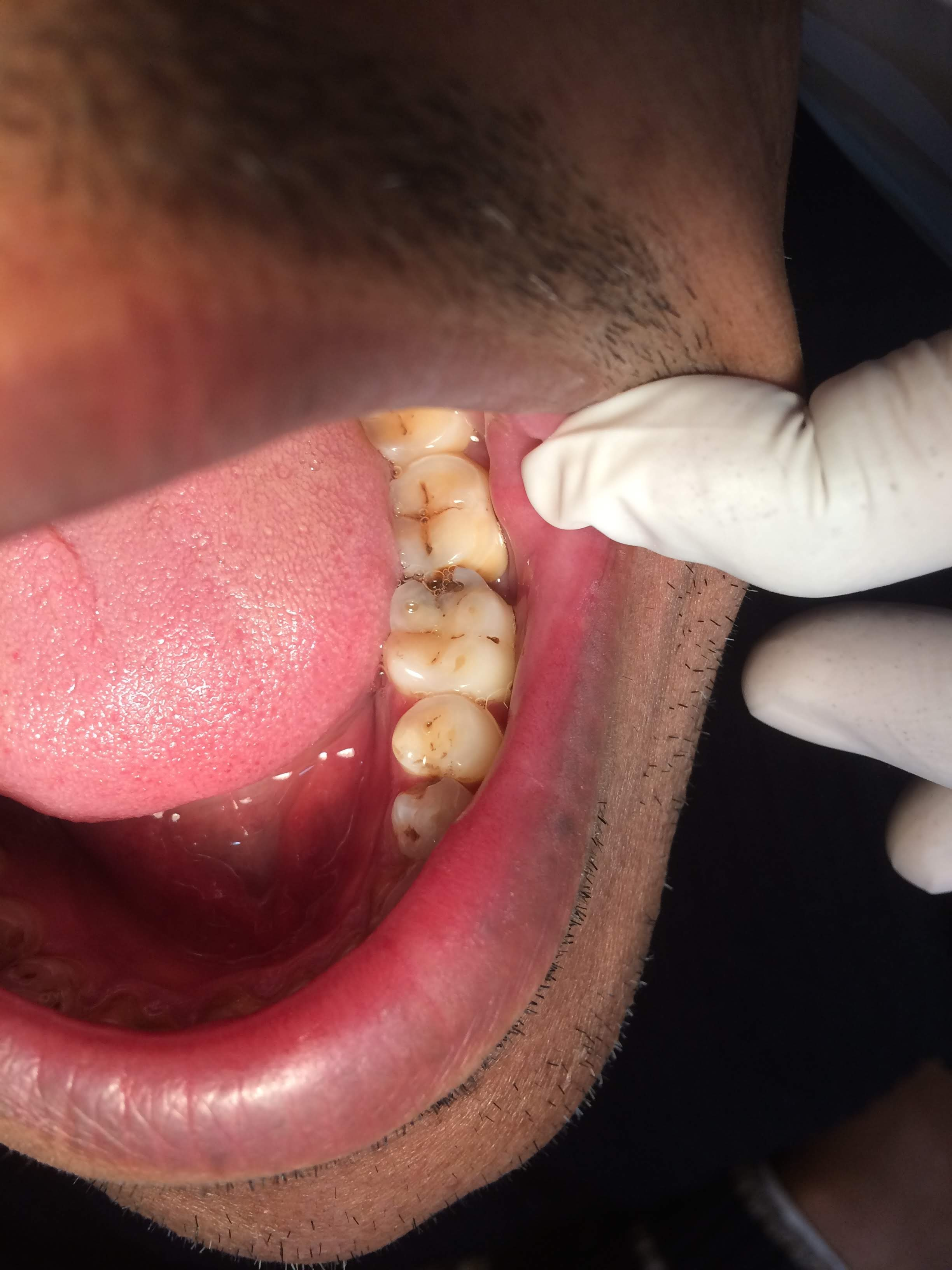
Las caries comienzan en el esmalte exterior y se extienden por la dentina y la pulpa interior.

La caries dental es una enfermedad multifactorial, lo que significa que deben concurrir varios factores para que se desarrolle. Hasta el momento las investigaciones han logrado determinar cuatro factores fundamentales:
- Anatomía dental: la composición de su superficie y su localización hace que los dientes retengan más o menos placa dental. Por ejemplo, los dientes posteriores (molares y premolares), son más susceptibles a la caries, ya que su morfología es más anfractuosa y además presentan una cara oclusal donde abundan los surcos, fosas, puntos y fisuras, y la lengua no limpia tan fácilmente su superficie; las zonas que pueden ser limpiadas por las mucosas y por la lengua se denomina zona de autoclisis. Además es necesario nombrar el cometido del hospedero a una mayor o menor incidencia, debido a una susceptibilidad genética heredada o bien por problemas socioeconómicos, culturales y relacionados al estilo de vida (estos últimos condicionarán sus hábitos dietéticos y de higiene oral). Las piezas dentales con defectos de mineralización son muy susceptibles a desarrollar caries.[10] Entre las principales causas de defectos en la mineralización se incluyen la exposición a altas dosis de dioxinas o PCB en la leche materna (en lactancias de duración superior a los 9 meses),[11] toma prolongada de ciertos antibióticos,[12] enfermedades infecciosas durante los tres primeros años de vida (tales como la escarlatina, las paperas, el sarampión o la difteria),[11] una enfermedad celíaca no diagnosticada o tardíamente detectada (que frecuentemente cursa sin síntomas digestivos),[11][13][14][15][16] deficiencia de vitamina D, hipoparatiroidismo, desnutrición, malabsorción,[11] nacimiento prematuro, bajo peso al nacer, privación de oxígeno durante el parto y problemas respiratorios crónicos que provocan baja oxigenación.[11][12]

- Tiempo: la placa dental es capaz de producir caries debido a la capacidad acidogénica y acidurica que poseen los microorganismos que la colonizan, de tal forma que los carbohidratos fermentables en la dieta no son suficientes, sino que además estos deben actuar durante un tiempo prolongado para mantener un pH ácido constante a nivel de la interfase placa-esmalte. De esta forma el elemento tiempo forma parte primordial en la etiología de la caries. Un órgano dental es capaz de resistir 2 h por día de desmineralización sin sufrir lesión en su esmalte, la saliva tiene un componente buffer o amortiguador en este fenómeno, pero el cepillado dental proporciona esta protección, es decir, 20 min posterior a la ingesta de alimentos el órgano dental tiene aún desmineralización (según la curva de Stephan), la presencia de azúcar en la dieta produce 18 h de desmineralización posterior al cepillado dental asociado como destrucción química dental independientemente de la presencia de un cepillado de calidad en el paciente.

- Dieta: la presencia de carbohidratos fermentables en la dieta condiciona la aparición de caries, sin embargo, los almidones no la producen. Pero es necesario aclarar que el metabolismo de los hidratos de carbono se produce por una enzima presente en la saliva denominada alfa amilasa salival o ptialina, esta es capaz de degradar el almidón hasta maltosa y de acuerdo al tiempo que permanezca el bolo en la boca podría escindirla hasta glucosa, esto produce una disminución en el pH salival que favorece la desmineralización del esmalte. Un proceso similar sucede a nivel de la placa dental, donde los microorganismos que la colonizan empiezan a consumir dichos carbohidratos y el resultado de esta metabolización produce ácidos que disminuyen el pH a nivel de la interfase placa-esmalte. La persistencia de un pH inferior a 7 finalmente produce la desmineralización del esmalte. Además la presencia de hidratos de carbono no es tan importante cuando la frecuencia con la que el individuo consume se limita a cuatro momentos de azúcar como máximo, de esta manera la disminución brusca del pH puede restablecerse por la acción de los sistemas amortiguadores salivales que son principalmente el ácido carbónico/bicarbonato y el sistema del fosfato.

- Bacterias: aquellas capaces de adherirse a la película adquirida (formada por proteínas que precipitaron sobre la superficie del esmalte) y congregarse formando un "biofilm" (comunidad cooperativa) de esta manera evaden los sistemas de defensa del huésped que consisten principalmente en la remoción de bacterias saprofitas y/o patógenas no adheridas por la saliva siendo estas posteriormente deglutidas. Inicialmente en el biofilm se encuentra una gran cantidad de bacterias gram positivas con poca capacidad de formar ácidos orgánicos y polisacáridos extracelulares, pero estas posteriormente, debido a las condiciones de anaerobiosis de las capas más profundas son reemplazadas por un predominio de bacterias gram negativas y es en este momento cuando se denomina a la placa "cariogénica", es decir, capaz de producir caries dental. Las bacterias se adhieren entre sí, pero es necesario una colonización primaria a cargo del Streptococcus sanguis perteneciente a la familia de los mutans además se encuentran Lactobacillus acidophilus, Actinomyces naeslundii, Actinomyces viscosus, etc.

En condiciones fisiológicas la ausencia de uno de estos factores limita la aparición o desarrollo de caries.

### Principales microorganismos implicados
- Streptococcus mutans (más encontrado en cultivos de dientes maltratados)
- Streptococcus sobrinus
- Streptococcus mitis
- Streptococcus salivarius
- Streptococcus sanguis
- Actinomyces viscosus
- Actinomyces naeslundii
- Streptococcus oralis
- Actinomyces
- Haemophilus
- Lactobacillus acidophilus
- Neisseria flava, Bifidobacterium, Rothias, Clostridium, Propionibacterium y Eubacterium (poseen un potencial acidógeno y acidotolerante, pero no como el que tiene S. mutans, y por lo tanto tienen un bajo potencial cariogénico)

### Factores de riesgo

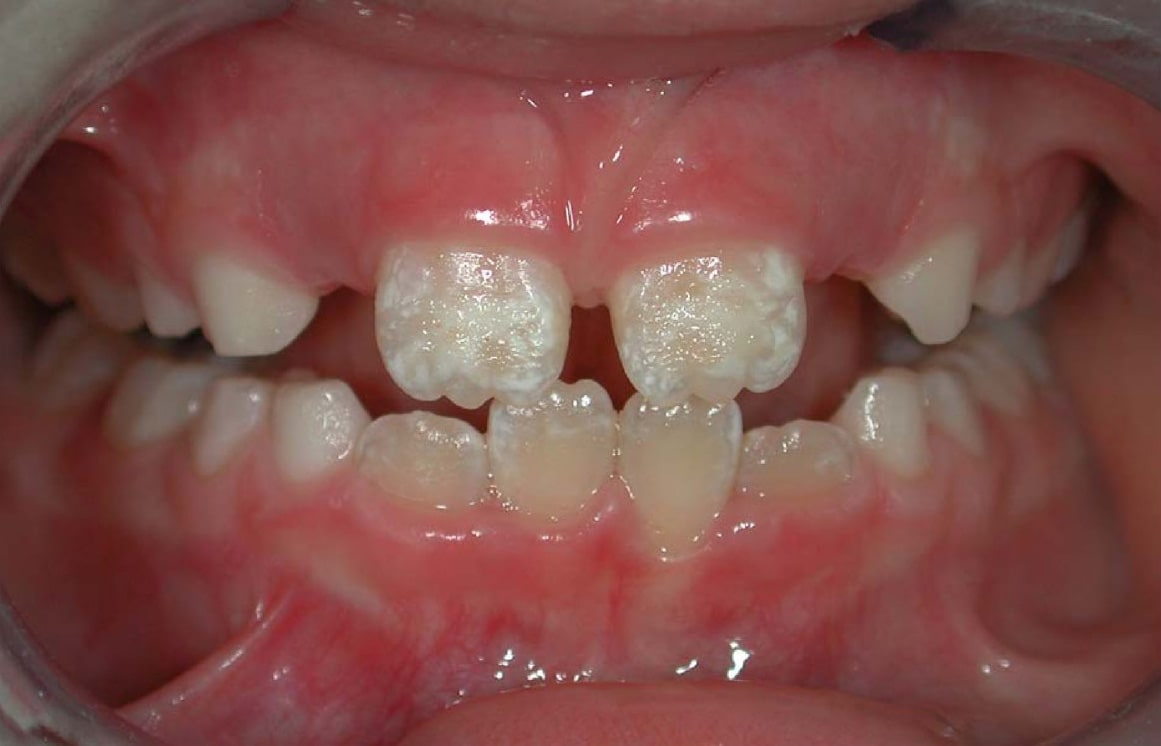
Los defectos de mineralización aumentan el riesgo de desarrollo de caries dentales. En la imagen, hipoplasias irreversibles del esmalte dental causadas por la enfermedad celíaca no tratada.

Un factor de riesgo es un evento asociado que influye en la probabilidad de enfermar o estar enfermo. En este sentido, el riesgo es la probabilidad de desarrollar caries dental y un factor de riesgo es un evento que predispone (como la higiene bucal deficiente) para desarrollar la enfermedad.
Algunos factores de riesgo incluyen:
- El bebé no debe ser lactado por medio de biberón después de la erupción del primer órgano dental y mucho menos deben añadirse compuestos azucarados a la leche.
- Higiene bucal: Contrario a la creencia de que no se debe cepillar la boca si no hay dientes, es recomendable limpiar la boca de los bebés con una gasa enredada en el dedo y mojada en suero fisiológico después de cada comida. Cuando ya existen dientes en boca es necesario comenzar el cepillado dental, nunca dejar que un bebé se duerma sin lavarse los dientes e ingiriendo leche, pues la leche que quede en su boca fomentará la aparición de caries.
- Chupete endulzado: se debe evitar la costumbre de endulzar el chupete, pues los azúcares son convertidos a ácidos por las bacterias del medio ambiente bucal.
- Hábitos de los padres: un padre con boca sana y libre de caries constituye un factor de riesgo menor para el hijo, aun así todos los padres deben evitar, soplarle a la comida de sus hijos, darles besos en la boca o compartir cubiertos, puesto que de esta manera transmiten bacterias cariogénicas (capaces de producir caries) a la boca de sus hijos.
- Medicamentos: es común que los padres refieran que después de un tratamiento médico se le "destruyeron" los dientes a sus hijos, pero lo que sucede es que los medicamentos para niño contienen mucha azúcar con la finalidad de que tengan un sabor agradable, así que no se debe olvidar el cepillado dental después de la ingesta de medicamentos.
- pH bucal: es el grado de acidez o alcalinidad de la boca y es diferente en cada ser humano. El pH ácido es un factor importante para el inicio o evolución de la caries, existen pruebas que se pueden hacer para determinarlo.
- Ingesta excesiva de azúcar.
- Dientes apiñados, con restauraciones defectuosas o defectos en el esmalte, o con anatomía muy profunda.
- Falta de flúor. Esto debilita al esmalte del diente lo que provoca que exista mayor posibilidad de aparición de caries dental.
- Alimentos ricos en ácidos. Todos los alimentos con ácido promueven la desmineralización del diente, lo que promoverá el desarrollo de la placa dental.
- Características sociodemográficas: a mayor nivel de instrucción de los padres menor es el riesgo en sus hijos para desarrollar caries dental.[18]

## Cuadro clínico
- Dolor en los dientes (odontalgia) que muchas veces se inicia comiendo algo dulce, muy caliente, o muy frío.
- Sabor bucal desagradable y halitosis (mal aliento).
- En algunos casos se puede complicar y producir un flemón dental.[19]

## Tratamiento

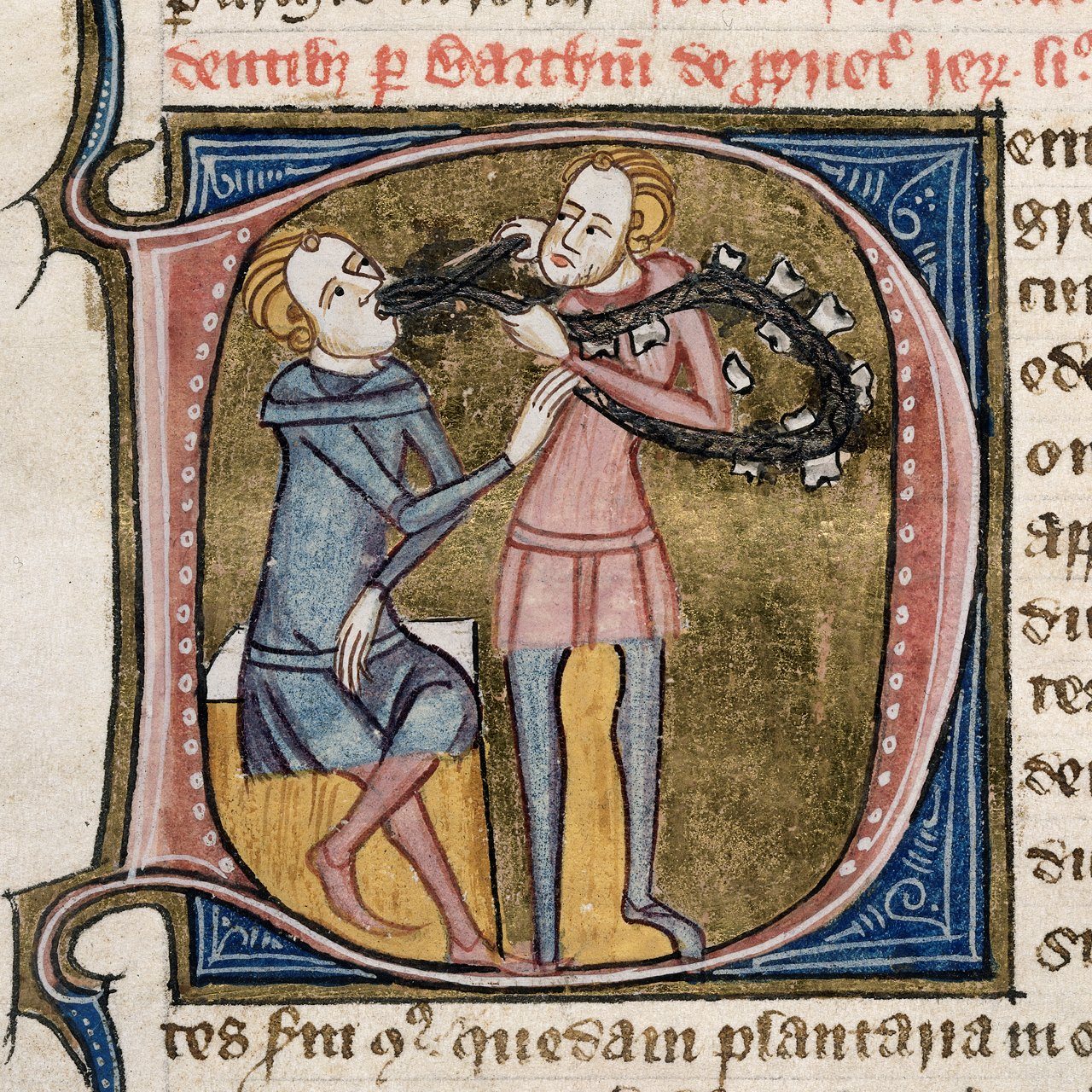
Ilustración medieval de un dentista extrayendo un diente con caries.

El tratamiento de la caries como enfermedad infecciosa constará de dos partes fundamentales: la primera consiste en la eliminación del agente infeccioso y tejidos dentales afectados y la segunda parte consiste en la restauración o rehabilitación del diente.
Actualmente los materiales usados en la restauración poseen una composición química diferente a los que conforman la propia pieza dental. Esto supone un importante inconveniente dado que se están introduciendo en la boca sustancias extrañas cuyos efectos a largo plazo no son conocidos del todo, pudiendo provocar problemas en el organismo. En respuesta a lo anterior se están llevando a cabo investigaciones para crear un esmalte sintético químicamente idéntico al natural. El objetivo es que los empastes y restauraciones de un futuro próximo sean de materiales iguales a los originales.

## Profilaxis
Algunas medidas que permiten prevenir la caries dental incluyen las siguientes:
- Identificar y evitar, en la medida de lo posible, las potenciales causas de los defectos en la mineralización de los dientes.[10] Los defectos del esmalte dental, una vez instaurados, son irreversibles.[13] El mejor pronóstico se consigue con un diagnóstico precoz y un correcto tratamiento a corto, medio y largo plazo.[11] Cuando la causa es una enfermedad celíaca no diagnosticada, el tratamiento con la dieta sin gluten no permite su recuperación, pero pueden ser evitados con un diagnóstico a tiempo.[13][14][15] Es fundamental un mayor conocimiento por parte de los dentistas, que normalmente no conocen la posible relación de los defectos en la mineralización con la enfermedad celíaca, y cuyo papel es clave para orientar el diagnóstico y evitar las complicaciones asociadas, especialmente en los casos en los que no hay síntomas digestivos.[13][14][15][20]

- Realizar una correcta higiene dental diaria.

- Mantener una dieta equilibrada y limitar la ingesta de dulces y refrescos. Si no se puede dejar de consumir alimentos dulces, es preferible hacerlo cuando la boca tiene mayor cantidad de saliva protectora, es decir, entre comidas.

- Una forma de mantener los dientes limpios es masticando chicles sin azúcar. Al contener xilitol también ayudan a la prevención de caries dental.[21]

- Ingerir fluoruro en cantidades adecuadas, si el agua de consumo no contiene fluoruro. Los dentistas pueden asesorar acerca de los suplementos que contienen fluoruro.[22]

- Identificar y tratar enfermedades tales como la anorexia nerviosa, la bulimia o el reflujo gastroesofágico, las cuales debilitan los dientes y aumentan las probabilidades de aparición de caries.

- La colocación de selladores en las fosetas y fisuras puede prevenir el establecimiento y desarrollo de una lesión cariosa.[17]